# オリビア・ニュートン＝ジョン
- オリビア・ニュートン＝ジョン
- オリビア・ニュートン・ジョン
- オリヴィア・ニュートン-ジョン

オリビア・ニュートン＝ジョン（Dame Olivia Newton-JohnAC DBE、1948年9月26日 - 2022年8月8日）は、オーストラリア出身のイギリス人ポピュラー歌手、女優。
1970年代から1980年代半ばにかけて多くのヒット曲を放ち、高い人気を博した。以後はレコーディングやコンサートの会社運営、自社ブランドのオーナーなど実業家としても活躍。乳がんを患ってからはがん治療の啓発活動家としても広く知られた。社会活動にも積極的であり、同性婚への支持を表明するなど、ゲイ・アイコンの一人としても有名。
そうした活動が認められ、オーストラリア勲章、大英帝国勲章を受章し、日本でも旭日小綬章が授与されている。公称身長は、167.5 cm（5フィート6インチ）。ARIA殿堂顕彰。
代表曲に「愛の告白」「そよ風の誘惑」「愛のデュエット」「マジック」「ザナドゥ」「フィジカル」「ハート・アタック」「運命のいたずら」「グレイス&グラティチュード」、日本では「ジョリーン」「カントリー・ロード」などが有名。
「ビルボードの選ぶ歴史上最も偉大なHot 100女性アーティスト」において7位。

## 生涯

### 生い立ちとデビュー
イングランド・ケンブリッジ生まれ。母方の祖父はアインシュタインとも親しかったドイツ出身のユダヤ系でノーベル賞受賞物理学者マックス・ボルン (Max Born)、ウェールズ人の父親はケンブリッジ大学のドイツ語教授であった。母方の曾祖母の父は法学者のルドルフ・フォン・イェーリングである。
5歳の時に父がオーストラリアの大学に移り、家族とともに移住。14歳の頃から学友とバンドを組んで、バーなどで歌い始めた。1965年、出演したオーディション番組で優勝。その懸賞で英国に戻り、1966年にデビューした。
クリフ・リチャードのバック・コーラスなど下積みの時期がしばらく続き、1970年にはトゥモローというバンドのヴォーカルになる。トゥモローはヴァル・ゲスト監督による映画『オリビア・ニュートン・ジョンのトゥモロー』が製作されるなどしたが、プロジェクトは失敗に終わり解散。

### 1971-1979: アメリカでの成功と『グリース』
1971年にボブ・ディランがジョージ・ハリスンに提供した曲のカバー「イフ・ノット・フォー・ユー (If Not For You)」で再デビュー、この曲がヒットしたのをきっかけにスターの階段をのぼり、可愛らしいルックスとカントリー系の素朴な路線で着実に人気を集めた。1973年頃よりAOR、コンテンポラリー色を強め、1974年のシングル「愛の告白 (I Honestly Love You)」が全米1位を獲得、グラミー賞の最優秀レコード賞と最優秀女性歌唱賞に輝いた。同じく1974年にはユーロビジョン・ソング・コンテストに英国代表として出場し、「Long Live Love」を歌唱して4位を記録した。同年にはコンピレーション盤『イフ・ユー・ラヴ・ミー・レット・ミー・ノウ』が全米のアルバムチャートBillboard 200で初の首位を獲得。
1975年にアメリカに移住した後も2曲目の全米No.1「そよ風の誘惑 (Have You Never Been Mellow)」などのヒットが生まれた。
歌手としての人気が一度落ち着いていた1978年に女優としてミュージカル映画『グリース』でジョン・トラボルタと共演。興行成績は大成功を収め、サントラからも「愛のデュエット」、アカデミー賞歌曲賞候補となった「愛すれど悲し」、「想い出のサマー・ナイツ」が連続ヒットし、押しも押されもせぬ世界的なスターとなる。
同年にはカントリーからポップ・ロックへ路線転換して発表されたアルバム『さよならは一度だけ』が全米7位のヒットとなり、アルバムからのリード・シングル「愛は魔術師」も全米3位を記録するなど歌手としても新たな局面を迎える。

### 1980-1989: 「フィジカル」の大ヒット、1回目の結婚と出産

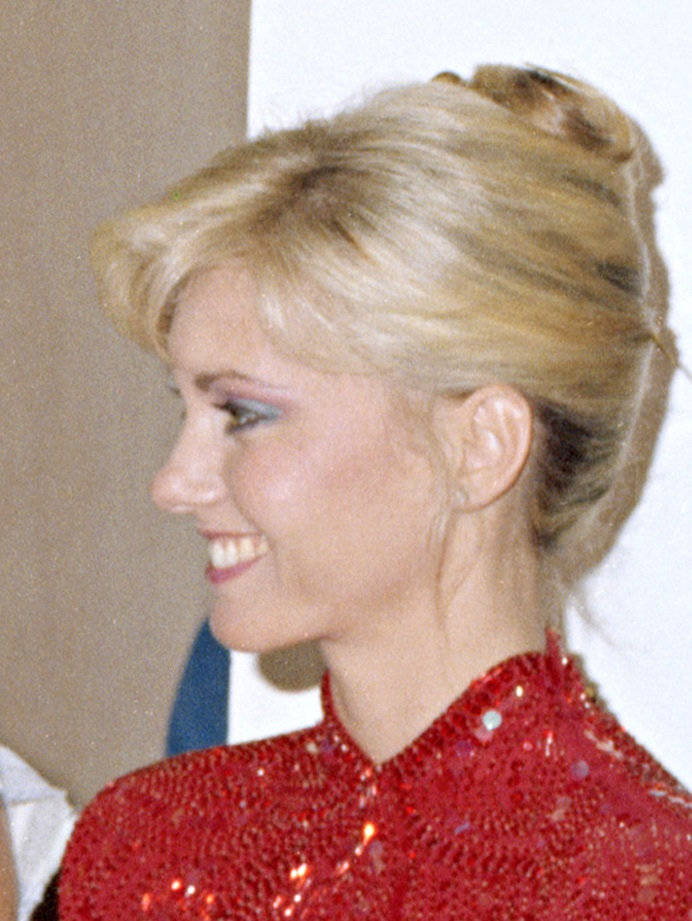
1980年

1980年の映画『ザナドゥ』に主演。興行成績は不発に終わるも、サントラ曲「マジック」、ELOとの「ザナドゥ」、クリフ・リチャードとのデュエット「恋の予感」（日本ではシングルにならず「春風の誘惑 (Suspended in Time)」がシングル・カット）がヒット。アンディ・ギブとの「愛は微笑みの中に」など、AOR系のデュエット曲も発表。
1981年にはロック色を強め、アップテンポなディスコ調の「フィジカル」をリリース。全米でビルボード10週連続1位、キャッシュボックス8週連続1位、1982年度の年間チャート1位という爆発的ヒットを記録（エアプレイ中心のラジオ&レコーズでは「フィジカル」は1位にならず、ビルボード、キャッシュボックスで「フィジカル」に抑えられ2位どまりだったフォリナーの「ガール・ライク・ユー」が逆に1位を独走していた）。最終的にこの曲はビルボードにおいて、1980年代の全米チャートで最もヒットした曲となった。当時のフィットネスブームを意識し、ミュージックビデオではレオタード姿でエアロビクスを踊るという強烈なイメージ戦略があたり、オリビアのセールスはこの頃にピークを迎えた。しかし、その意味深な歌詞のせいもあって、保守色の強い州南部などの一部の放送局では、この曲の放送を自粛する動きも見られた。
「フィジカル」を収録したアルバム『虹色の扉』では収録曲全曲にミュージック・ビデオが作られるなど当時としては画期的な試みが行われた。
1982年には「フィジカル・ツアー」を開催して盛況を得るが、その後15年余りコンサート・ツアー活動を行わなくなる。

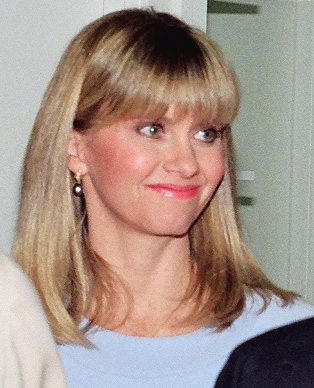
1988年

1983年には盟友パット・キャロルとオーストラリアからの輸入雑貨を取り扱うブティック「コアラ・ブルー」をオープンさせる。1992年に店は畳むものの、2000年代に入ってオリビアが手掛けるワインブランドとして復活。
1983年にトラボルタと再度共演した『セカンド・チャンス』のサントラ曲「運命のいたずら」、「ディスペレイト・タイムス」といったヒットを挟み、1985年のシングル「ソウル・キッス」がミディアム・ヒットに終わってセールスが一段落すると、アメリカ人の俳優であるマット・ラッタンジーとの結婚生活に入り、音楽界と若干の距離を置く。
1986年には娘クロエ・ラッタンジーを出産し、その後は環境保護活動などに取り組みはじめ、ユニセフ親善大使もつとめた。

### 1990-2000: 乳がんとの闘い、コンサート活動への復帰

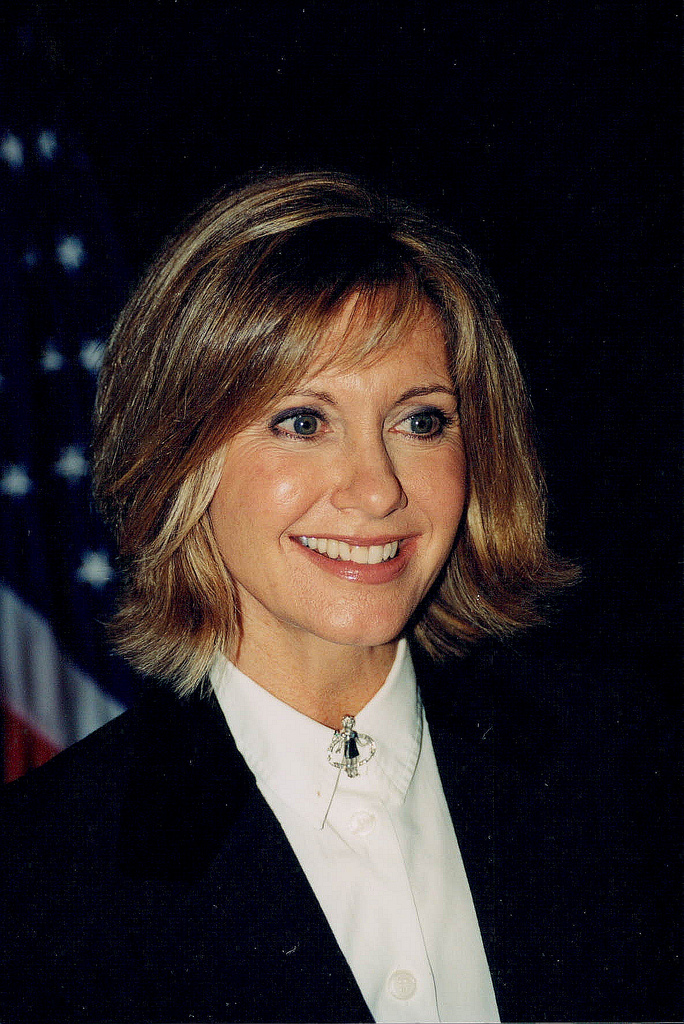
2001年

1992年には乳がん闘病中と公表、以後はがん治療の啓発活動にも力を入れるようになった。
1994年には全曲の作詞作曲を手掛けた『ガイア〜新たなる旅立ち〜』を発表して音楽界に復帰。アルバムはオーストラリアで7位を記録するなどヒット。1995年にマット・ラッタンジーと離婚。
1998年にはジョン・ファーナム、アンソニー・ウォーロウと「メイン・イベント」を開催、その模様を収録したライヴCDはオーストラリアのアルバムチャートで1位を記録。
1999年から再びコンサートツアーを開催するようになり、以後は2017年頃まで定期的にライブツアーを世界各地で行うようになった。
2000年のシドニーオリンピック開会式ではジョン・ファーナムとテーマ曲「Dare To Dream」を披露した。

### 2001-2012: 新たな挑戦と再婚
2001年にはこれまでのイメージとは打って変わった役柄に挑戦した主演映画『ソーディッド・ライヴス』が公開、撮影は1999年に行われており、オリビアは蓮っ葉なレズビアンの女性を演じた。また髪型もベリーショートにしている。2008年にはテレビシリーズとして続編が製作された。
2002年、同郷オーストラリア人歌手とのコラボレートを中心としたアルバム『デュエット・ウィズ・オリビア』を発表、オーストラリアのアルバムチャートでは5位を記録。
同年、オーストラリアレコード産業協会主催のARIAミュージック・アワードで殿堂入り。
2003年には25年ぶりに来日公演を果たし、その後も2006年、2010年、2015年に来日公演を行った。
2004年、全曲女性歌手の曲のカバーのみで構成されたアルバム『インディゴ:ウーマン・オブ・ソング』を発表。
2008年、ジョン・イースターリングと再婚。

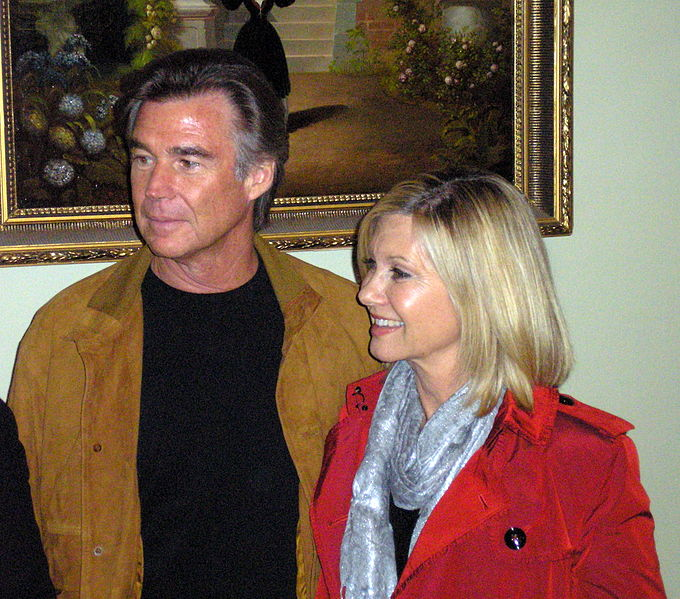
ジョン・イースターリングと（2010年）

2010年、ホッケーをモチーフとしたカナダ映画『スコア』に主演、トロント国際映画祭にも出展された。
2011年、映画『ア・フュー・ベスト・メン』にメインキャストとして出演。映画のサウンドトラックも担当し、サウンドトラックに収録されたポップ調の新曲「ウェイトレス」では久々にジョン・ファーラーとタッグを組んだ。
2012年、約35年ぶりに、ジョン・トラボルタと共演したデュエット・アルバム『ディス・クリスマス』をリリース。同年には自身がうつ病との闘病生活を送っている事を告白。

### 2013-2021: ラスベガス常設公演、がんの転移
2013年、35年ぶりとなるイギリス公演を開催、チケットは完売した。
2014年からラスベガスで常設公演『サマー・ナイツ』をスタート、公演は2016年まで断続的に開催された。
2016年、長年のコラボレーターであるエイミー・スカイ、ニールセン・チャップマンとのコラボレート・アルバム『リヴ・オン』を発表。
2017年、がんが脊髄に転移していると公表。
2018年、自伝"Don't Stop Believin'"を上梓、2022年には日本でも『オリビア・ニュートン・ジョン自伝 信じることをやめないで』の題で発売された。
2021年秋に、日本政府より『日本国の音楽文化の発展及び友好親善に寄与した功』により旭日小綬章が授与された。

### 死去
2022年8月8日、乳癌との長い闘病ののち、南カリフォルニアの自宅にて死去。73歳没。翌年の2023年2月26日に故郷のメルボルンで国葬が行われた。
死後、2018年のベスト盤『Hopelessly Devoted: The Hits』がオーストラリアのアルバムチャートで5位に再登場するなどした。
2023年には、生前最後にレコーディングしたドリー・パートンとのデュエット版「ジョリーン」を含む、これまでに発表したデュエット・ナンバーを集めたコンピレーション盤『ジャスト・ザ・トゥー・オブ・アス: ザ・デュエッツ・コレクション』が2枚続けてリリースされた。

## エピソード

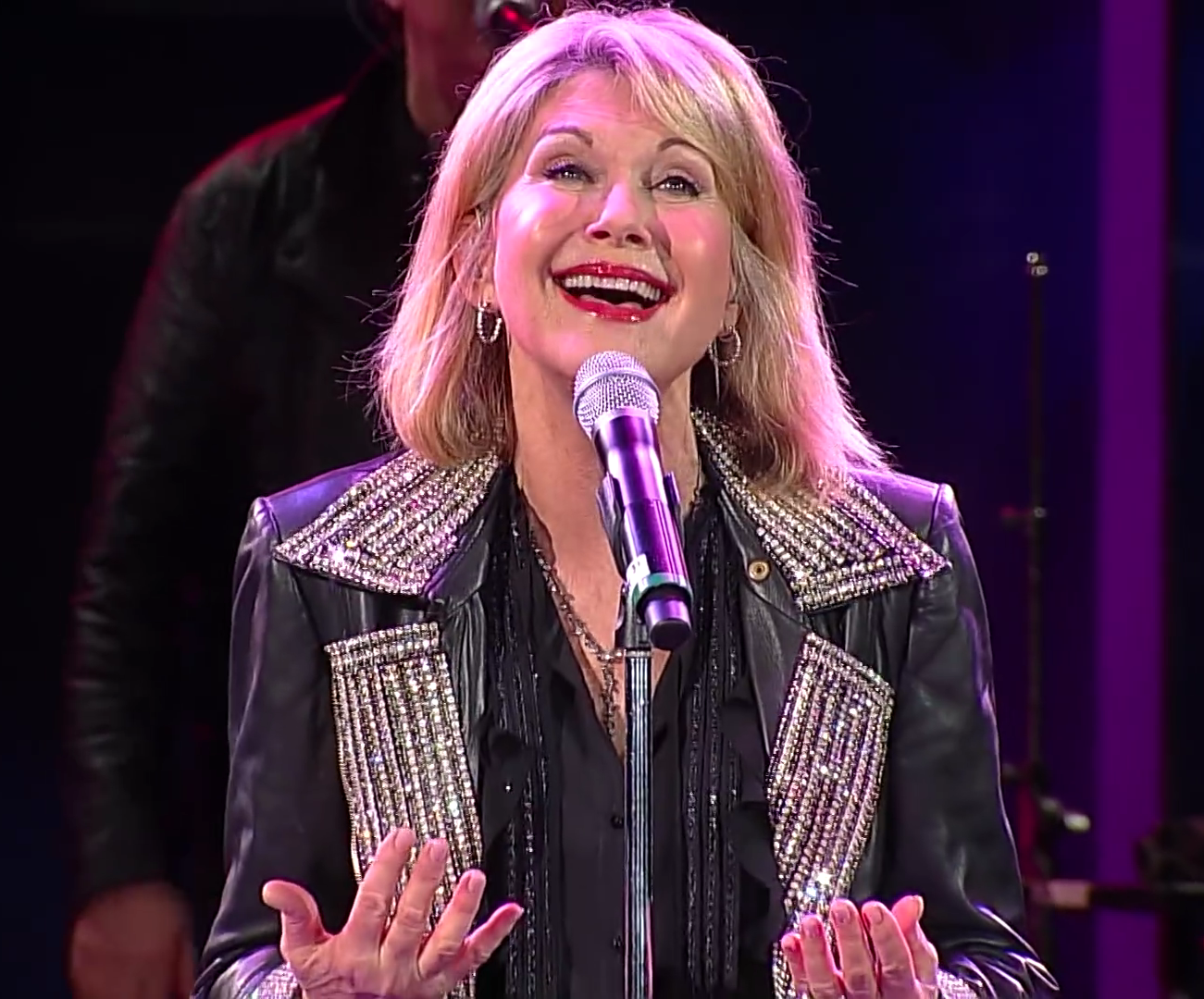
闘病中も歌手活動はできる限り続けた（2017年ビニャ・デル・マール音楽祭にて）

- 『グリース』で共演したジョン・トラボルタとはその後も良き友人である。また、カーペンターズのカレン・カーペンターとも友人であった。
- 杏里の「オリビアを聴きながら」 （作詞・作曲が尾崎亜美）の歌詞に「Making Good Things Better」と出てくるのはオリビアの歌「きらめく光のように (Making A Good Thing Better)」を複数形にしたもの。
- 乳癌発症の経験を生かし、自ら簡易乳癌検査器具（触診用）のリヴエイドをプロデュースした。製造はシルバー精工。また、オーストラリアのメルボルンにがんセンター「オリビア・ニュートン・ジョン・がん健康研究センター」を設立している[18]。

## ディスコグラフィ

### スタジオ・アルバム
- 『イフ・ノット・フォー・ユー』 - If Not for You (1971年)
- 『オリビア』 - Olivia (1972年)
- 『レット・ミー・ビー・ゼア』 - Let Me Be There (1973年)[19]
- 『とこしえの愛』 - Long Live Love (1974年)
- If You Love Me, Let Me Know (1974年)
- 『そよ風の誘惑』 - Have You Never Been Mellow (1975年)
- 『クリアリー・ラヴ』 - Clearly Love (1975年)
- 『水のなかの妖精』 - Come on Over (1976年)
- 『たそがれの恋』 - Don't Stop Believin' (1976年)
- 『きらめく光のように』 - Making a Good Thing Better (1977年)
- 『さよならは一度だけ』 - Totally Hot (1978年)
- 『虹色の扉』 - Physical (1981年)
- 『麗しの瞳』 - Soul Kiss (1985年)
- 『噂〜うわさ』 - The Rumour (1988年)
- 『美しい星と子供たちに〜ウォーム・アンド・テンダー』 - Warm and Tender (1989年)
- 『ガイア〜新たなる旅立ち〜』 - Gaia: One Woman's Journey (1994年)
- 『バック・ウィズ・ア・ハート〜オリビアより愛を込めて』 - Back with a Heart (1998年)
- 'Tis the Season (2000年) ※with ヴィンス・ギル
- 『デュエット・ウィズ・オリビア』 - (2) (2002年)
- 『インディゴ:ウーマン・オブ・ソング』 - Indigo: Women of Song (2004年)
Portraits: A Tribute to Great Women of Song（2011年、再発盤）
- 『ストロンガー・ザン・ビフォアー』 - Stronger Than Before (2005年)
- 『グレイス&グラティチュード』 - Grace and Gratitude (2006年)
- Christmas Wish (2007年)
- 『セレブレイション・イン・ソング』 - A Celebration in Song (2008年)
- 『ディス・クリスマス』 - This Christmas (2012年) ※with ジョン・トラヴォルタ
- 『リヴ・オン』 - Liv On (2016年) ※エイミー・スカイ、ベス・ニールセン・チャップマン連名
- Friends for Christmas (2016年) ※with ジョン・ファーナム

### ライブ・アルバム
- 『愛のパフォーマンス』 - Love Performance (1981年)
- Highlights from The Main Event (1998年)
- One Woman's Live Journey (2000年)
- Olivia's Live Hits (2008年)
- 『サマー・ナイツ〜ライヴ・イン・ラスベガス』 - Summer Nights: Live in Las Vegas (2015年)
- Two Strong Hearts Live (2015年)

### コンピレーション・アルバム
- First Impressions (1974年)
- 『クリスタル・レイディ』 - Crystal Lady (1976年)
- 『詩小説』 - Olivia Newton-John's Greatest Hits (1977年)
- 『O.N.J.グレイテスト・ヒッツ Vol.2』 - Olivia's Greatest Hits Vol. 2 (1982年)
- 『オリビア・ニュートン・ジョン・スーパー・ベスト 1971-1992』 - Back to Basics: The Essential Collection 1971–1992 (1992年)
- Magic: The Very Best of Olivia Newton-John (2001年)
- 『クリスマス・コレクション』 - The Christmas Collection (2001年)
- 『オリビア〜ベスト・オブ・オリビア・ニュートン・ジョン』 - The Definitive Collection (2002年)
- 『ラヴ・ソングス』 - Love Songs (2004年)
- Gold (2005年)
- 『40/40〜ベスト・セレクション』 - 40/40: The Best Selection (2010年)
- Hopelessly Devoted: The Hits (2018年)
- 『ジャスト・ザ・トゥー・オブ・アス: ザ・デュエッツ・コレクション (Vol.1)』- Just the Two of Us: The Duets Collection (Vol. 1) (2023年)
- 『ジャスト・ザ・トゥー・オブ・アス: ザ・デュエッツ・コレクション (Vol.2)』- Just the Two of Us: The Duets Collection (Vol. 2) (2023年)

### 主なシングル
- 「イフ・ノット・フォー・ユー」 - "If Not For You" (1971年)
全米25位、全英7位
- 「バンクス・オブ・ジ・オハイオ」 - "Banks of the Ohio" (1971年)
全英6位
- 「美しき人生」 - "What Is Life" (1972年)
- 「カントリー・ロード」 - "Take Me Home, Country Roads" (1972年)
1976年に「たそがれの恋」との両A面で日本でシングルカットされオリコン6位。オリコン洋楽チャートで1976年11月29日付から15週連続1位を獲得[20]。1995年公開の日本のアニメーション映画『耳をすませば』のオープニング曲。
- 「レット・ミー・ビー・ゼア」 - "Let Me Be There" (1973年)
- 「青空の天使」 - "Long Live Love" (1974年) ※全英11位
- 「愛しい貴方」 - "If You Love Me (Let Me Know)" (1974年)
- 「愛の告白」 - "I Honestly Love You" (1974年)
- 「そよ風の誘惑」 - "Have You Never Been Mellow" (1975年)
- 「プリーズ・ミスター・プリーズ」 - "Please Mr. Please" (1975年)
- 「秋風のバラード」 - "Something Better To Do" (1975年)
- 「レット・イット・シャイン」 - "Let It Shine" (1975年)
- 「フォロー・ミー」 - "Follow Me" (1975年)
- 「フライ・アウェイ」 - "Fly Away" (1975年)
ジョン・デンバーのシングルへのデュエット参加
- 「一人ぼっちの囁き」 - "Come On Over" (1976年)
- 「ジョリーン」 - "Jolene" (1976年)
オーストラリア・日本・ヨーロッパ圏の一部の国で発売
- 「たそがれの恋」 - "Don't Stop Believin'" (1976年)
- 「恋する瞳」 - "Compassionate Man" (1976年)
日本のみ発売
- 「サム」 - "Sam" (1976年)
全英6位。
- 「きらめく光のように」 - "Making A Good Thing Better" (1977年)
- 「サッド・ソング」 - "Sad Songs" (1977年)
日本のみ発売
- 「愛のデュエット」 - "You're The One That I Want" (1978年) 
ジョン・トラボルタとのデュエット。
- 「愛すれど悲し」 - "Hopelessly Devoted To You" (1978年)
- 「想い出のサマー・ナイツ」 - "Summer Nights" (1978年)
ジョン・トラボルタとのデュエット。全米5位、全英1位
- 「愛は魔術師(マジジャン)」 - "A Little More Love" (1978年)
- 「さよならは一度だけ」 - "Totally Hot" (1978年)
- 「愛の炎」 - "Deeper Than The Night" (1979年)
- 「愛は微笑みの中に」 - "Rest Your Love On Me" (1979年) 
アンディ・ギブとのデュエット
- 「アイ・キャント・ヘルプ・イット」 - "I Can't Help It" (1979年) 
アンディ・ギブとのデュエット
- 「マジック」 - "Magic" (1980年)
- 「ザナドゥ」 - "Xanadu" (1980年) with ELO
- 「恋の予感」 - "Suddenly" (1980年) 
クリフ・リチャードとのデュエット。
- 「春風の誘惑」 - "Suspended In Time" (1980年) 
日本のみ発売
- 「フィジカル」 - "Physical" (1981年)
オリコン洋楽チャートで1982年1月25日付から9週連続1位を獲得[21]
- 「ムーヴ・オン・ミー」 - "Make A Move On Me" (1982年)
- 「ランドスライド」 - "Landslide" (1982年)
- 「ハート・アタック」 - "Heart Attack" (1982年)
- 「タイド・アップ」 - "Tied Up" (1983年)
- 「運命のいたずら」 - "Twist of Fate" (1984年)
- 「テイク・ア・チャンス」 - "Take A Chance" (1984年) 
ジョン・トラヴォルタとのデュエット
- 「ディスペレイト・タイムス」 - "Livin' In A Desperate Times" (1984年)
- 「ソウル・キッス」 - "Soul Kiss" (1985年)
- 「恋愛専科」 - "Toughen Up" (1985年)
- 「ベスト・オブ・ミー」 - "The Best of Me" (1986年) 
デイヴィッド・フォスターとのデュエット
- 「噂」 - "The Rumour" (1988年)
- 「愛を抱きしめて」 - "Can't We Talk It Over In Bed" (1988年)
- 「リーチ・アウト・フォー・ミー」 - "Reach Out For Me" (1989年)
- 「アイ・ニード・ラヴ」 - "I Need Love" (1992年)
- 「ドント・カット・ミー・ダウン」 - "Don't Cut Me Down" (1994年)
- "Had To Be" (1995年) 
クリフ・リチャードとのデュエット。全英22位
- 「愛の告白」 - "I Honestly Love You" (1998年) 
セルフカバー
- "Back With A Heart" (1998年)
- "Love Shouldn't Hurt" (1998年) 
オール・フォー・ワン、スティーヴン・ビショップ、マイケル・ボルトン、ボビー・コールドウェル、ジョーダン・ヒル、クリス・スティルス、スティーヴン・スティルス、リチャード・スタイツ、タミア、アン・ウィルソン、カーニー・ウィルソン & ウェンディ・ウィルソン、グレゴリー・カーティス、ローラ・デイヴィス、オーウェン・エリオット、エマニュエル・オフィサーらと共演したチャリティ・シングル。
- "Dare to Dream" (2000年) 
ジョン・ファーナムとのデュエット。シドニー・オリンピックのテーマ曲
- "Physical" (2010年) 
ジェーン・リンチとのデュエット (テレビドラマ『glee/グリー』より)。iTunes配信シングル
- "Hotel Sessions" (2014年)
配信EP。

## フィルモグラフィ

### 劇場公開映画
- Funny Things Happen Down Under (1965年)
- 『オリビア・ニュートン・ジョンのトゥモロー』 - Toomorrow (1970年)
- 『グリース』 - Grease (1978年)
- 『ザナドゥ』 - Xanadu (1980年)
- 『セカンド・チャンス』 - Two of a Kind (1983年)
- 『ラスト・パーティ』 - It's My Party (1996年)
- Sordid Lives (2000年)
- 『ジャスミン・ラブ』 - The Wilde Girls (2001年)
- 1 a Minute (2010年)
- Score: A Hockey Musical (2010年)
- A Few Best Men (2011年)
- 『シャークネード5 ワールド・タイフーン』 - Sharknado 5: Global Swarming (2017年)
- The Very Excellent Mr. Dundee (2020年)

### TVドラマ / TV映画
- 『クリスマスに願いを』 - A Mom for Christmas (1990年)
- A Christmas Romance (1994年)
- 『Glee/グリー』 Glee (2010年)

## 本
- Livwise: Easy Recipes for a Healthy, Happy Life （2011年、料理本）
- 『オリビア・ニュートン・ジョン自伝 信じることをやめないで』Don't Stop Believin (2018年)（日本版は2022年5月18日発売）

## 来日記録
- 1972年 - クリフ・リチャードの日本公演のバックコーラスとして初来日。
- 1973年 - 東京音楽祭出場のために2度目の来日。
- 1976年 - ソロとして初来日。※日本武道館での公演の様子が映像収録され12月25日にまずライヴ音源がTBSラジオで、その後大晦日の夜にはTBSテレビでも放送された。
- 1978年 - 2度目のソロ公演。4月の公演は彼女が日本のイルカ駆除に反対したため延期となり、半年後に開催された（後に壱岐の漁民が生きる為の手段であった事を知り、日本公演の際にイルカと人間が共存できる研究の為に千葉県の海洋生物研究所に2万ドル寄付した。)[22]。
- 1981年 - 5度目の来日。
- 1990年 - 環境親善大使として来日。
- 1991年 - 24時間テレビチャリティコンサート出演のために来日し、都庁で歌を披露。
- 2003年 - 25年ぶりのソロ公演で来日。
- 2006年3月 - ソロ公演で来日。
- 2009年3月 - 乳がん撲滅キャンペーンのため来日。
- 2010年 - 10月にデビュー40周年記念CDのキャンペーンで来日。11月 - 12月にかけて4都市（東京都・金沢市・名古屋市・尼崎市）でライヴ・ツアー。11月10日にはNHKの音楽番組「SONGS」にも出演した。※出演したのは第156回「SONGS」そよ風の誘惑、ザナドゥ、フィジカル、愛の告白を歌う。
- 2015年4月・5月 - デビュー45周年を記念した来日公演[23]、5月に震災追悼公演「Pray For Fukushima」を開催[24]。これが生前最後の来日公演になった。